# キツネタケ
キツネタケ（狐茸、学名: Laccaria laccata）はヒドナンギウム科キツネタケ属の小型のキノコ（菌類）。英語圏では deceiver、waxy laccaria などと呼ばれている。夏から秋に発生する小型の食用キノコで、北アメリカ、ヨーロッパなどに見られる。子実体は変化しやすく、洗いざらしたように淡褐色で色がうすく見えるものもあるが、若い物はもっと赤、橙、桃色などの色のような茶色である。胞子は白い。この種はキノコ狩りをする人々からその数と、平凡な形から"mushroom weed"（キノコの雑草）と呼ばれている。

## 分類学
最初にこのキノコの記述が見られるのはチロル人のジョヴァンニ・アントニオ・スコポリが1772年にハラタケ属に分類し Agaricus laccatus として記したものであると言われており、1884年にモーデカイ・キュヴィット・クックが現在の学名をつけた。laccatusはラテン語で「光り輝く」を意味する形容詞が語源となっている。古い文献にはカヤタケ属に分類されて Clitocybe laccata とされていることもある。チャールズ・ホートン・ペックの記述した変種 var. pallidifolia は北アメリカに一般的に見られる変種である。
この種は他の襞のあるキノコやキシメジ科と関係があると考えられていたが、最近ヒドナンギウム科に分類されるようになった。
形態に変異があることから deceiver (欺くもの)という英名をつけられた。その他にも Lacklustre laccaria（つやのないキツネタケ）等とも称され、サポテカ人はキツネタケ属の他の種も含めベシア・ラディ・ビイニイ（Beshia ladhi biinii）と呼ぶ。

## 分布・生息地
日本各地や温帯域を中心に、ほぼ世界中で見られる種で、ヨーロッパ、北アメリカ、メキシコ、コスタリカなどでみられる。北半球ではとても一般的であり、涼しい気候を好みがちである。
菌根菌。初夏から中秋にかけて、草地、公園の芝生、庭、日当たりのよい空き地、畑地、河原、街路樹のまわり、雑木林の林床や林縁など、市街地や人里の身近な場所でもよく見かけられる。キツネタケは菌根を持つ種類であり、幾つかの種はマツ科、ブナ科、カバノキ科などの木に生える。キツネタケ属のキノコは菌根を持ち、遷移の初期段階から侵入してくるパイオニア種であると考えられている。

## 形態
子実体は傘と柄からなる小さなキノコで、状態によっては色が変化する。傘の大きさは1.5 - 3センチメートル (cm) 前後である。傘は若い時期は饅頭形や丸山形をしており、やがて傘を開き中央がくぼんで平坦になっていく。また、ときに縁が反り返ることもある。傘色は湿っているときや若いときは茶褐色から淡赤褐色など（いわゆるキツネ色）で、成熟したり乾燥すると淡い黄土色に変化する。表面ははじめ滑らかで、のちに裂けて細かい鱗片になる。縁に条線がある。傘肉は赤褐色。肉は薄く、味はほとんどない。
傘裏のヒダは不規則でやや粗く、ヒダ同士の間は広い。ヒダは柄に垂生か直生で、色は淡紅色（肉色）から赤紫色で傘に似る。
柄は中空。やや湾曲した円柱状で長さは3 - 5 cm、太さは0.2 - 0.3 cmである。傘と同色で縦に伸びる繊維状の模様があり、柄の基部に紫色の菌糸を持たない。ツバやツボを欠く。
担子胞子は丸くとげに覆われており、直径7 - 8.5 × 5.5 - 8マイクロメートル (μm) 、非アミロイド性。胞子紋は白色。

## 食用
一応食用できるキノコであるが、食べても美味しくない。本種に似て致死毒をもつ小さな茶色いキノコが他に存在するため、種の判別は非常に重要である。
このキノコはメキシコのオアハカ州に住むサポテカ人が伝統的に食べている種でもある。
匂いはキノコらしいよい香りであるが、食感がややボソボソしていること、非常に小型であるためキノコ狩りの対象にはならない。消化が悪いので、ごま油で炒めたり、アヒージョ、ピクルスにするとよい。形はしっかりして、風味にクセはなく、ローリエやクローブの香りを効かせたピクルスによく合う。ほかに、すき焼き、けんちん汁、すまし汁などにも利用できる。

## 近縁種
フランスの菌類学者ルネ・メールが亜種と考えたオオキツネタケ（Laccaria proxima）は近縁種で似ており、細かい鱗のあるかさをもち、湿った環境下で見つけられる。キツネタケよりも大型で傘径は5 - 7 cmになり、これも食用になるが、生物の死骸や排泄物の分解跡に生えるアンモニア菌で、イメージとして食べる気にはならないという。こちらは、柄の基部に紫色の菌糸がある。胞子は楕円形に近い。
カレバキツネタケ（Laccaria vinaceoavellanea）は本種よりも大型で、薄茶色で乾くと色がくすんで白っぽくなり、傘の中央部が窪んで表面にはっきりした条線が見える。
カリフォルニア州で発見されたユーカリの下に生えるキツネタケは、オーストラリア原産の Laccaria fraterna だと判明した。